# Freddy and the Phantoms
Freddy and the Phantoms er en dansk bluesrockgruppe dannet i 2010 af Freddy (Frederik Schnoor), som er bandets forsanger, sangskriver og leadguitarist. Bandet er stilistisk funderet i Blues, Country, Americana og psykedelisk rock.  
Bandets medlemmer tæller fra 2023 - frem derudover Rune Hansen (Trommer), Søren Nielsen (Bas), og Anders Haahr (Orgel). 

## Historie
Bandet har mellem 2010-2023 indspillet 6 studiealbum og spillet over 350 koncerter i Danmark samt turneret i Tyskland, Sverige, Finland og USA.
Bandet har kontrakt med det Danske Target Group/Mighty Music . I 2014 var bandet hyret som support af komikeren Frank Hvam og har turneret Danmark rundt med mere end 80 koncerter i foråret. Bandet spillede på Smukfest 2014. Freddy and the Phantoms udgav i august 2014 deres tredje studiealbum Times of Division i Danmark. Times of Division udkom i januar 2015 internationalt i hele Europa, til store roser. Udgav i 2017 deres 4. album Decline Of The West gennem Mighty Music. Freddy And The Phantoms har siden 2015 været involveret i den årlige charity begivenhed Light of Day i Købehavn, hvor de sammen en række amerikanske musikere bl.a Joe' Durso og Vini Lopez ( Rock N Roll Hall Fame E- Street Member) har samlet penge ind til Parkinsonforsking. I Denne sammenhæng har bandet backet Billy Cross, Ivan Pedersen, Henning Stærk  og Mike Tramp.
Frederik Schnoor og Rune Rene Hansen er i 2018 med til at gendanne den legendariske danske gruppe Beefeaters sammen med bandet originale organist Morten Kjerumgaard Reumert, der også medvirkede på FATP 2. album Shadows Across The Country. Af nævneværdige musikere som også har gæstet FATP's albums tælles bl.a. Knud Møller og Billy Cross . FATP har desuden optrådt på Nordic Noise Festival, Kun For Forrykte Festival, Smuk festival og Jelling Festival. Udgav i 2024 Heathen Gospels, og turnerede i foråret 2025 med Knud Møller. 

## Support-optræden for danske artister
- Dizzy Mizz Lizzy, København, 2015
- D-A-D, Holstebro, 2016
- Thorbjørn Risager, Herning, 2018
- Thomas Helmig, Holstebro, 2018
- The Sandmen , København 2023
- Hotel Hunger, Esbjerg 2024

## Support-optræden for internationale artister
- The Eagles, Hjallerup, 2011
- Rival Sons, Helsingør, 2019
- Blackberry Smoke, 2015 København
- Twisted Sister, Horsens 2015[3]
- Backyard Babies, Hojrock 2017
- Rick Springfield, København, 2013
- Hayseed Dixie, Odense, 2011
- Winery Dogs , 2023
- Walter Trout, 2024

## Nomineringer
- Gaffa Prisen 2020, [4]
- Gaffa-Prisen 2012, årets band
- UMA 2011, Årets rock udgivelse

## Tidligere Medlemmer
Morten Rahm: Pedalsteel og Guitar ( 2013 -2017)
Jonas "Jelly Roll" Søndberg: Orgel og keys ( 2011-2013)
Mikkel Nyboe Rasmussen: Bas og Guitar ( 2010 - 2013)
Mads Nyboe Rasmussen: Orgel ( 2010 -2011 )
Mads Wilken. Bas , 2010 - 2023

## Album
- Heathen Gospels, 2023-2024 ( Target Records / SPV )
- A Universe From Nothing, 2020, - ( Mighty Music / SPV )
- Decline of The West, 2017, (Mighty Music)
- Times of Division, 2014 (Target Records)
- Shadows Across the Country, 2012 (Target Records) [5]
- Leaving the Landscape, 2010 (Deluxe Records / Gateway Music)

## Omtale
GAFFA interview i april 2024: 
https://gaffa.dk/artikler/2024/marts/freddy-and-the-phantoms-fra-nordsjaelland-til-new-jersey/
Metalmediet/ Rockmagasinet Metalized har beskrevet Freddy And The Phantoms i 2018:
" Freddy And The Phantoms – ledet af den dynamiske guitarist og sanger Frederik Schnoor – er et af de helt store håb på den danske bluesscene." 
Musikjournalisten Steffen Jungersen skrev om bandets 4. album i 2017:
"Dansk kvintet rammer stilen mellem bluesrock og sen-tressernes storby soul sound satans godt – og så i 2017!" 